# Nightmare (песня Холзи)
Nightmare (с англ. Кошмар) — сингл американской певицы Холзи. Песня вышла 17 мая 2019 года лейблом Capitol Records. Песня была написана Холзи вместе с продюсерами Бенни Бланко, Cashmere Cat и Happy Perez. Помимо этого, в качестве авторов песни указаны Иван Шаповалов, Елена Кипер, Сергей Галоян, Тревор Хорн, Мартин Кирзенбаум и Валерий Полиенко, так как песня интерполирует хит «All The Things She Said» российской группы «Тату». Музыкальное видео было снято Ханной Люкс Дэвис, которое вышло в этот же день. На август 2019 года, музыкальное видео собрало более 80 миллионов просмотров на YouTube, а так же 77 миллионов стримов на Spotify.

## Награды и номинации
| Год  | Организация            | Награда             | Результат | Ссылка      |
| ---- | ---------------------- | ------------------- | --------- | ----------- |
| 2019 | Teen Choice Awards     | Choice Song: Female | Номинация | [ 1 ] [ 2 ] |
| 2019 | MTV Video Music Awards | Video for Good      | Номинация | [ 3 ]       |

## Чарты
| Чарт (2019)                                | Высшая позиция |
| ------------------------------------------ | -------------- |
| Австралия (ARIA)                           | 13             |
| Австрия (Ö3 Austria Top 40)                | 56             |
| Бельгия/Фландрия (Ultratip Bubbling Under) | 6              |
| Бельгия/Валлония (Ultratip Bubbling Under) | 28             |
| Канада (Billboard Canadian Hot 100)        | 17             |
| СНГ (TopHit)                               | 13             |
| Канада (Billboard CHR/Top 40)              | 17             |
| Канада (Billboard Hot AC)                  | 38             |
| China Airplay/FL (Billboard)               | 15             |
| Чехия (Rádio — Top 100)                    | 70             |
| Чехия (Singles Digitál Top 100)            | 25             |
| Estonia (Eesti Tipp-40)                    | 15             |
| Германия (GfK)                             | 87             |
| Венгрия (Single Top 40)                    | 9              |
| Венгрия (Stream Top 40)                    | 7              |
| Ирландия (IRMA)                            | 24             |
| Италия (FIMI)                              | 68             |
| Mexico Ingles Airplay (Billboard)          | 4              |
| Новая Зеландия (Recorded Music NZ)         | 19             |
| Португалия (AFP)                           | 48             |
| Россия (TopHit)                            | 12             |
| Шотландия (OCC Scotland)                   | 33             |
| Словакия (Singles Digitál Top 100)         | 7              |
| Sweden Heatseeker (Sverigetopplistan)      | 16             |
| Швейцария (Schweizer Hitparade)            | 61             |
| Великобритания (OCC UK Singles)            | 26             |
| США (Billboard Hot 100)                    | 15             |
| США (Billboard Adult Pop Airplay)          | 21             |
| США (Billboard Pop Airplay)                | 13             |
| США (Billboard Dance/Mix Show Airplay)     | 19             |
| US Rolling Stone Top 100                   | 66             |

## Сертификации
| Регион | Сертификация | Продажи |
| --- | ------------ | ------- |
| Австралия (ARIA) | Платиновый   | 70 000  |
| Канада (Music Canada) | Золотой      | 40 000  |
| США (RIAA) | Золотой      | 500 000 |
| ^ Данные о тиражах приведены только на основе сертификации. · Данные о продажах + прослушиваниях приведены только на основе сертификации. |              |         |

## Дата релиза
| Регион | Дата         | Формат                     | Лейбл     | Ссылки        |
| ------ | ------------ | -------------------------- | --------- | ------------- |
| Мир    | 17 мая 2019  | Цифровая загрузка стриминг | Capitol   | [ 38 ] [ 39 ] |
| Италия | 24 мая 2019  | Contemporary hit radio     | Universal | [ 40 ]        |
| США    | 18 июня 2019 | Contemporary hit radio     | Capitol   |               |